# Willdenowia (plante)
Pour la revue scientifique, voir Willdenowia (revue scientifique).
Genre
Synonymes
- Nematanthus Nees[2]
- Spirostylis Nees ex Mast.[2]
- Willdenovia Thunb.[2]

Willdenowia est un genre de plantes, de la famille des Restionaceae. Il est endémique du fynbos de la province du Cap occidental en Afrique du Sud.

## Liste d'espèces
Selon BioLib (15 juillet 2016) :
- Willdenowia affinis Pillans
- Willdenowia arescens Kunth
- Willdenowia bolusii Pillans
- Willdenowia glomerata (Thunb.) H.P. Linder
- Willdenowia humilis Nees ex Mast.
- Willdenowia incurvata (Thunb.) H.P. Linder
- Willdenowia pilleata H.P. Linder
- Willdenowia purpurea Pillans
- Willdenowia rugosa Esterh.
- Willdenowia stokoei Pillans
- Willdenowia sulcata Mast.
- Willdenowia teres Thunb.

Selon Catalogue of Life (15 juillet 2016) :
- Willdenowia affinis Pillans
- Willdenowia arescens Kunth
- Willdenowia bolusii Pillans
- Willdenowia glomerata (Thunb.) H.P.Linder
- Willdenowia humilis Nees ex Mast.
- Willdenowia incurvata (Thunb.) H.P.Linder
- Willdenowia pilleata H.P.Linder
- Willdenowia purpurea Pillans
- Willdenowia rugosa Esterh.
- Willdenowia stokoei Pillans
- Willdenowia sulcata Mast.
- Willdenowia teres Thunb.

Selon GRIN (15 juillet 2016) :
- Willdenowia teres Thunb.

Selon World Checklist of Selected Plant Families (WCSP) (15 juillet 2016) :
- Willdenowia affinis Pillans (1928)
- Willdenowia arescens Kunth (1841)
- Willdenowia bolusii Pillans (1928)
- Willdenowia glomerata (Thunb.) H.P.Linder (1985)
- Willdenowia humilis Nees ex Mast., J. Linn. Soc. (1869)
- Willdenowia incurvata (Thunb.) H.P.Linder (1985)
- Willdenowia pilleata H.P.Linder (2011)
- Willdenowia purpurea Pillans (1928)
- Willdenowia rugosa Esterh. (1985)
- Willdenowia stokoei Pillans (1942)
- Willdenowia sulcata Mast., J. Linn. Soc. (1869)
- Willdenowia teres Thunb. (1790)

Selon NCBI (15 juillet 2016) :
- Willdenowia arescens
- Willdenowia bolusii
- Willdenowia glomerata
- Willdenowia incurvata
- Willdenowia rugosa
- Willdenowia sulcata
- Willdenowia teres

Selon The Plant List (15 juillet 2016) :
- Willdenowia affinis Pillans
- Willdenowia arescens Kunth
- Willdenowia bolusii Pillans
- Willdenowia glomerata (Thunb.) H.P.Linder
- Willdenowia humilis Nees ex Mast.
- Willdenowia incurvata (Thunb.) H.P.Linder
- Willdenowia pilleata H.P.Linder
- Willdenowia purpurea Pillans
- Willdenowia rugosa Esterh.
- Willdenowia stokoei Pillans
- Willdenowia sulcata Mast.
- Willdenowia teres Thunb.

Selon Tropicos (15 juillet 2016) (Attention liste brute contenant possiblement des synonymes) :
- Willdenowia affinis Pillans
- Willdenowia arescens Kunth
- Willdenowia argentea (Nees ex Kunth) Hieron.
- Willdenowia bolusii Pillans
- Willdenowia brevis Nees ex Mast.
- Willdenowia compressa Thunb.
- Willdenowia cuspidata Mast.
- Willdenowia decipiens N.E. Br.
- Willdenowia ecklonii (Nees) Kunth
- Willdenowia esterhuyseniae Pillans
- Willdenowia fimbriata Kunth
- Willdenowia fistulosa (Mast.) Pillans
- Willdenowia fraterna N.E. Br.
- Willdenowia galpinii N.E. Br.
- Willdenowia glomerata (Thunb.) H.P. Linder
- Willdenowia humilis Nees ex Mast.
- Willdenowia incurvata (Thunb.) H.P. Linder
- Willdenowia lucaeana Kunth
- Willdenowia neglecta Steud.
- Willdenowia peninsularis N.E. Br.
- Willdenowia purpurea Pillans
- Willdenowia rugosa Esterh.
- Willdenowia simplex N.E. Br.
- Willdenowia stokoei Pillans
- Willdenowia striata (Nees) Spreng.
- Willdenowia sulcata Mast.
- Willdenowia teres Thunb.
- Willdenowia tristachya Spreng. ex Kunth
- Willdenowia xerophila Pillans